# Entführt (1971)
Entführt (Originaltitel: Kidnapped) ist eine von Delbert Mann inszenierte Literaturverfilmung nach den Romanen Entführt oder Die Abenteuer des David Balfour und Catriona von Robert Louis Stevenson. Die Hauptrollen spielen Michael Caine und Lawrence Douglas. Alternativtitel ist Die Entführung des David Balfour.

## Handlung
Der Schauplatz ist Schottland im Jahre 1746. In den Wirren nach der Schlacht bei Culloden versuchen jakobitische Rebellen, den Truppen von König Georg II. zu entkommen.
Kurze Zeit später trifft der junge David Balfour im Haus seines Onkels Ebenezer ein, der ihn zuerst versucht zu töten und ihn anschließend an den Sklavenhändler Captain Hoseason verkauft. Auf See kollidiert dessen Schiff mit dem Boot von Alan Breck. Als ein Anführer der Aufständischen hatte er versucht, ein anderes Schiff zu erreichen, um nach Frankreich zu entkommen. Hoseasons Schiff läuft auf Grund, und Alan und David werden über Bord gespült.
Die beiden erreichen die Küste und machen sich auf den Weg nach Edinburgh. Sie werden Zeuge von Massakern, die von Regierungstruppen unter der Führung von Mungo Campbell begangen werden. Alan und David machen Rast bei James Stewart, einem früheren Jakobiter. David verliebt sich in seine Tochter Catriona. Am folgenden Morgen greifen Regierungstruppen unter Mungo das Haus an, um James festzunehmen. Mungo wird von einem Unbekannten getötet und James wird verletzt. Alan, David und Catriona können entkommen.
Später erfahren die drei, dass James überlebt hat und sich vor Gericht für die Ermordung von Mungo Campbell verantworten soll. David sucht den Lord Advocate auf, um diesen von der Unschuld des Angeklagten zu überzeugen, jedoch ohne Erfolg. So lange sich der wahre Täter nicht stellt, wird James an seiner Stelle für schuldig befunden und hingerichtet werden. Alan gibt nun zu, Mungo ermordet zu haben und stellt sich den Behörden, um James zu retten.

## Kritiken
„Während andere Schauspieler sich mit einer Darstellung als Draufgänger begnügen würden, ist Michael Caines Alan Breck eine tatsächliche Charakterzeichnung: rücksichtslos, warmherzig, zutiefst stolz, ein geborener Rebell, zu dessen Stärken nicht Friedfertigkeit gehört.“

„Eine sehr elementare Erzählweise. Möglicherweise ist der Umstand, dass alle so viel Haferbrei essen, dafür verantwortlich, dass die Umsetzung des Drehbuchs so zäh wirkt.“

„Eine enttäuschende Version der Erzählung Stevensons, die durch Michael Caines überzeugende Darstellung als Alan Breck erträglich wird.“